# Beauworth
Beauworth – wieś w Anglii, w hrabstwie Hampshire, w dystrykcie Winchester. Leży 15 km na wschód od miasta Winchester i 91 km na południowy zachód od Londynu. Miejscowość liczy 40 mieszkańców.